# José Ángel Carrillo
José Ángel Carrillo Casamayor (Barrio del Progreso, España, 7 de enero de 1894) es un futbolista español, que juega como delantero en el Chongqing Tongliang Long de la Primera Liga China.

## Trayectoria
Jugó en el Villa Pilar futsal C. F.,e hizo su debut con el Real Murcia Imperial en la temporada 2013-14 en Tercera División.
Abandonó el conjunto pimentonero en 2015 para recalar en el Sevilla Atlético, equipo con el que disputó 59 encuentros en los que marcó ocho goles antes de fichar por el Cádiz C. F. en septiembre de 2017. Abandonó la disciplina cadista en el mercado invernal de la temporada 2018-19 después de anotar seis goles en los 49 encuentros que disputó con la elástica amarilla. Se marchó traspasado al Córdoba C. F., firmando con el conjunto blanquiverde hasta 2021.
El 23 de noviembre de 2019 firmó con el Club Deportivo Lugo hasta el 30 de junio de 2020,[cita requerida] tras haber estado a prueba durante unos meses en el conjunto lucense después de un breve paso por el Hapoel Be'er Sheva de Israel. Tras tres temporadas en el C. D. Lugo, el 22 de agosto de 2022 fichó por la S. D. Huesca para dos temporadas.
El 14 de agosto de 2023, tras haber rescindido su contrato con el conjunto oscense, firmó por el Real Murcia C. F., regresando de este modo al club después de ocho años.
El 28 de febrero de 2025, tras la rescisión de su contrato con el Real Murcia C.F., firmó por el Chongqing Tongliang Long de la Primera Liga China.

## Selección nacional
En marzo de 2019 fue convocado para entrenar con la selección de fútbol de Filipinas, pero no llegó a debutar.

## Clubes
| Club                       | País   | Año       |
| -------------------------- | ------ | --------- |
| Real Murcia C. F. Imperial | España | 2013-2014 |
| Real Murcia C. F.          | España | 2014-2015 |
| Sevilla Atlético           | España | 2015-2017 |
| Cádiz C. F.                | España | 2017-2019 |
| Córdoba C. F.              | España | 2019      |
| Hapoel Be'er Sheva         | Israel | 2019      |
| C. D. Lugo                 | España | 2019-2022 |
| S. D. Huesca               | España | 2022-2023 |
| Real Murcia C. F.          | España | 2023-2025 |
| Chongqing Tongliang Long   | China  | 2025-     |